# Guerre de Katamanso

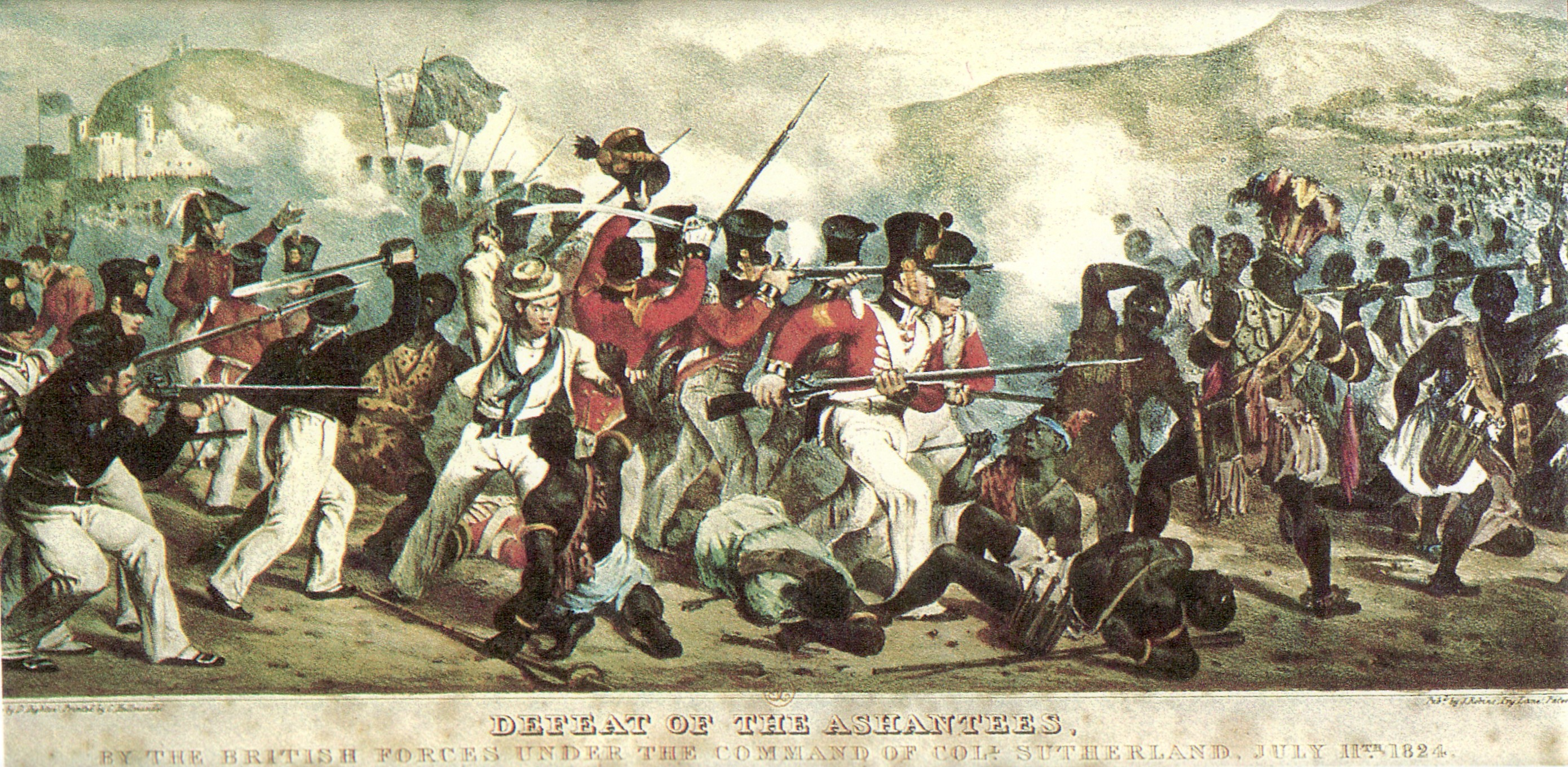
Victoire sur les Ashantis des troupes britanniques commandées par le colonel Sutherland, 11 juillet 1824 (auteur inconnu).

La guerre de Katamanso, également connue sous le nom de bataille de Katamanso, est une guerre ou bataille dans laquelle plusieurs tribus unies aux Britanniques se battent contre les Ashantis afin de les empêcher de dominer la côte en 1826. Une coalition des États côtiers fanti, Ga, Akyems et Adas se forme à cet effet. Elle fait partie des guerres anglo-ashanti.
En 1824, après la bataille d'Insamankou, l'Asantehene de l'Empire ashanti Osei Yaw Akoto décide de punir les Ga pour avoir aidé les Fantis. Cette décision déclenche une série d'événements conduisant à la bataille de Katamanso en 1826. Osei Yaw Akoto rassemble une armée imposante pour affirmer la suprématie ashanti, mais se retrouve face à une coalition regroupant des forces des États côtiers soutenues par des troupes britanniques et danoises mieux équipées. Malgré une résistance initiale, les Ashantis subissent une défaite dévastatrice, fragilisant leur empire et ouvrant la voie à l'ascension de l'influence britannique sur la Côte de l'Or. Cette bataille marque un tournant historique, entraînant des changements politiques significatifs tant sur le plan interne qu'externe, avec des répercussions durables sur la région.

## Histoire
Depuis la fin du XVIIIe siècle, des peuples Ga migrent depuis Accra vers des villages côtiers et l'intérieur des terres sous domination de l'Empire ashanti. L'asantehene de l'empire Ashanti Osei Yaw Akoto de l'époque souhaite punir les Ga-Adangbe venus en aide aux Fantis lors de la bataille d'Insamankou de 1824, menée par son prédécesseur Osei Bonsu. En 1825, une première mission est menée en territoire Akyems et l'un des chefs, Kra Kosee, y est tué. ce qui convainc Osei Yaw de concentrer une force d'invasion afin de confirmer la dominance Ashanti sur le territoire et le commerce de la Côte de l'Or.
Osei Yaw propose de mener l'armée en personne, et les préparatifs sont effectués de manière théâtrale. En janvier 1826, l'armée ashantie se regroupe à Sawua et se déplace vers le sud afin d'y être rejointe par les forces du Dwabenhene (chef de Juaben) Kwasi Boaten, atteignant un total de 30.000 à 40.000 hommes dont environ 20.000 soldats. Ces mouvements sont observés et la coalition des États du Sud, soutenue par les Britanniques et les Danois, forment une barrière défensive en arc face à Mamfe. Ils bénéficient alors d'une supériorité numérique importante.
Contrairement aux précédentes batailles, le royaume d'Akwamu se dissocie pour la première fois de son alliance militaire et ne participe pas à la bataille, menant ultérieurement au rapprochement avec les démarches diplomatiques britanniques visant à former la Côte-de-l'Or britannique en 1886.
Dès début août 1826, des éclaireurs ashantis sont repérés et des manœuvres tactiques déplacent le lieu de rencontre.
Le 7 août 1826 débute la guerre également connue sous le nom de bataille de Dodowa. Cependant, il rencontre une coalition d'autres forces indigènes alliées aux Ga-Adangbe des peuples Prampram, Ningo et Ada sous la direction de leur roi Tackie Kome. Les forces britanniques, néerlandaises et danoises, au nombre de 60 au total, contribuent à la bataille en manipulant de nouvelles armes en représailles d'une précédente attaque sur Cape Coast en juillet 1824. Osei Yaw Akoto rassemble une armée de 40 000 hommes, en surnombre en comparaison. Les Akyems sont dirigés par l'Okyehene, Afia Dokuaa, la seule femme dirigeante d'un grand État,. Les Ashantis tiennent leur position pendant neuf heures (6 heures du matin à 15 heures). Toutefois, la nouveauté des fusées Congreve obligea l'armée Ashanti à se retirer. La coalition parvient à vaincre l'armée Ashanti avec une victoire dévastatrice en s'appuyant sur la supériorité technologique offerte par le nouvel armement européen. Cette défaite paralyse l'empire Ashanti et contribue à le déstabiliser. Cela contribue à la montée en puissance de l'emprise britannique sur la Côte de l'Or.

## Déroulement de la bataille
Les sources disponibles concordent sur un même déroulement malgré le caractère confus de la bataille. Une première ouverture est effectuée par les Ga qui engagent la garde avancée ashanti et la repoussent jusqu'au flanc tenu par les troupes asafo et celles de Kumasi Bantama. Le combat au corps à corps tourne lentement en faveur des Ashantis qui repoussent l'offensive Ga. Durant cette offensive, les Britanniques mettent en place les fusées Congreve en direction de l'ennemi et visent les stocks de munitions ennemis. Celles-ci prennent feu et forcent les troupes Ashanti à reculer dans la confusion vers l'arrière-garde. Une bataille généralisée se déroule à ce moment. La confusion est telle que les troupes d'Opoku Frifri échangent des tirs avec leurs alliés au sein de l'armée Ashanti. La retraite est ordonnée dans une désorganisation importante.

## Conséquence
Durant la bataille, Osei Yaw Akoto est légèrement blessé et fuit sans le sika dwa kofi que Kwaku Dua I récupère sur le champ de bataille. Cet événement, loin d'être anecdotique dans la culture Ashanti, représente l'un des motifs de destitution d'Osei Yaw Akoto. Les détachements militaires ashantis au sein des États côtiers et particulièrement des villes d'Elmina et d'Accra cessent à la suite de la défaite. De manière générale, cette défaite est considérée comme l'une des plus lourdes de conséquences sur l'hégémonie de l'empire Ashanti qui touche dès lors à son terme. Elle provoque un revirement important dans la gestion politique intérieure également.
Les conséquences en politique extérieure sont :
- Unification des Ga-Adangbe.
- Accra devient célèbre et son influence s'étend.
- Perte du droit de kostgeld, un tribut en or que les Européens paient pour occuper un territoire, sur la ville d'Elmina et d'Accra par défaut de protection militaire[10].
- Perte de suzeraineté des États côtiers pour l'empire Ashanti[10].
- Perte de contrôle et augmentation du commerce avec les Européens[4],[11].
- Établissement du traité Maclean en 1831 d'alliance entre les États côtiers et l'Empire Britannique[9].

## Postérité
La prestation de serment de l'Asantehene, nommée ka ntam na su (Akan pour jurer et cri) dérive en Katamanso.
La coiffure portée par les femmes Ashanti appelée « Gyese Nkran », vulgarisée sous le nom de Densinkran, est introduite pour pleurer les soldats morts dans la guerre de Katamanso.
Le village d'Ahiam, proche de la bataille, est renommé afin de se moquer de la défaite d'Osei Yaw sous le nom de Katamanso.